# Integripelta
Genre
Integripelta est un genre d'ectoproctes de l'ordre des Cheilostomatida.

## Liste d'espèces
Selon World Register of Marine Species (17 février 2021) :
- Integripelta acanthus Gordon & Rudman, 2006
- Integripelta bilabiata (Hincks, 1884)
- Integripelta japonica Gordon, Mawatari & Kajihara, 2002
- Integripelta meta Seo & Min, 2009
- Integripelta novella Gordon, Mawatari & Kajihara, 2002
- † Integripelta sakagamii Grischenko & Gordon, 2004
- Integripelta sextaria Gordon, Mawatari & Kajihara, 2002
- Integripelta shirayamai Gordon, Mawatari & Kajihara, 2002
- Integripelta umbonata Gordon, Mawatari & Kajihara, 2002